# جان جوک، ویکتوریا
جان جوک (به انگلیسی: Jan Juc) یک شهرک در استرالیا است که در ویکتوریا (استرالیا) واقع شده‌است.